# Austrolebias vazferreirai
Austrolebias vazferreirai és un peix de la família dels rivúlids i de l'ordre dels ciprinodontiformes.

## Distribució geogràfica
Es troba a Sud-amèrica.